# Вила-да-Понте (Сернанселье)
Вила-да-Понте (порт. Vila da Ponte) — населённый пункт и район в Португалии, входит в округ Визеу. Является составной частью муниципалитета Сернанселье. Находится в составе крупной городской агломерации Большое Визеу. По старому административному делению входил в провинцию Бейра-Алта. Входит в экономико-статистический субрегион Доуру, который входит в Северный регион. Население составляет 572 человека на 2001 год. Занимает площадь 12,71 км².
Покровителем района считается Сеньора-ду-Амеал (порт. Senhora do Ameal).